# Rechtes Mainufer bei Sommerach
Rechtes Mainufer bei Sommerach ist ein Naturschutzgebiet auf den Gemarkungen von Sommerach und des Dettelbacher Gemeindeteils Neuses am Berg im unterfränkischen Landkreis Kitzingen.

## Lage
Das Naturschutzgebiet liegt im Südosten des Sommeracher Gemeindegebietes und im Westen des Gebietes von Neuses am Berg. Im Norden befindet sich der Sommeracher Campingplatz, er ist vom Schutzgebiet durch den Main getrennt. Auf der Neuseser Seite erhebt sich der Leitenberg am Rande des Schutzgebietes.
Das Schutzgebiet Mainaue zwischen Sommerach und Köhler schließt sich im Nordwesten an das Schutzgebiet an.

## Beschreibung
Mit Beschluss vom 15. Mai 1990 wurde das Schutzgebiet bei Sommerach mit einer Fläche von etwa 19,5 Hektar ausgewiesen. Das Bayerische Staatsministerium für Umwelt und Verbraucherschutz ordnete dem Areal die Katasternummer NSG-00372.01 zu. Das Schutzgebiet ist Bestandteil des Netzwerkes Natura-2000 und gehört zum Schutzgebiet Maintal zwischen Schweinfurt und Dettelbach mit der Nummer DE6027471. Außerdem ist das gesamte Areal als Vogelschutzgebiet und Flora-Fauna-Habitat ausgewiesen.
Hauptschutzzweck ist die Erhaltung der typischen Auwälder um den Main. Außerdem sollen sogenannte Buhnenfelder verschiedener Verlandungsstadien in Kombination mit den Weidengebüschen, Auwaldresten und krautschichtenreicher Hangwälder, sowie Wiesen geschützt werden.
Im Naturschutzgebiet befindet sich auf der Schwarzenauer Mainseite der sogenannte Fuchssee, der ursprünglich eine Insel war. Nachdem man dort Sand und Kies gewonnen hatte, entstand das Gewässer, das heute 177 geschützten Tierarten einen Lebensraum bietet.